# Mondok István
Vezei Mondok István (Törökszentmiklós, 1909. december 16. – Baden-Baden, 1979. december 3.) magyar királyi csendőrszázados, a Signum Laudis tulajdonosa.

## Élete
Vezei Mondok István 1909-ben született Törökszentmiklóson. Apja vezei Mondok Sándor, gróf zsadányi és törökszentmiklósi Almásy Imre uradalmi intézője, édesanyja Jurenák Paula, a francia származású Jurenák család tagja volt. Dédnagyapja, Jurenák Eduárd gazdag alföldi nagybirtokos volt.
Egerben érettségizett, utána került a Ludovikára, amit 1933-ban végzett el, hadnagyi rangon. Ezt követően a budapesti m. kir. csendőr közlekedési és híradó osztályparancsnokságra került, ahol segédtisztként szolgált. Itt léptették elő főhadnaggyá is. 1939-ben a szegedi V. ker. kalocsai szárnyához parancsnokként Kalocsára helyezték át. 1940-ben a második bécsi döntést követően részt vett az erdélyi bevonulásban. Ezt követően Ungvárra helyezték át, ahol a közlekedési szárny vezetését vette át mint százados.
A háború alatt, 1940-ben házasodott meg feleségével, Mannó Erzsébet-Antóniával. 1945-ben Németországba menekült, ahol a francia térképészeti hivatalnál dolgozott nyugdíjaztatásáig, 1975-ig. 1979-ben hunyt el.